# Pandemia de COVID-19 na Mauritânia
Este artigo documenta os impactos da pandemia de coronavírus de 2020 na Mauritânia e pode não incluir todas as principais respostas e medidas contemporâneas.

## Linha do tempo
Em 13 de março, o primeiro caso de COVID-19 na Mauritânia foi confirmado, tratando-se de um expatriado de um país ainda a ser divulgado, na capital Nouakchott. Depois que os resultados dos testes deram positivo, os voos fretados para a França foram cancelados.